# Placido Acquacotta
Placido Acquacotta (Matelica, 1805 – Perugia, 1881) è stato un abate italiano, protagonista delle lotte per l'indipendenza perugina durante il risorgimento.
Proveniente dalle Marche, divenne abate e responsabile del monastero perugino di San Pietro, restando celebre per il suo valoroso contributo nei riflessi umbri della seconda guerra di indipendenza.
Il popolo perugino aveva offerto a Vittorio Emanuele II l'annessione del territorio volendo slegarsi dal domini pontifici; la risposta di Pio IX fu veemente e soldati svizzeri al suo soldo misero a ferro e fuoco la città, piegando ferocemente la resistenza umbra senza risparmiare civili ed inermi; furono le cosiddette stragi di Perugia.
Placido Acquacotta, pur appartenendo ad un ordine religioso e quindi sottomesso all'autorità papale, favorì la fuga dei civili, con l'ingresso e l'occultamento nei meandri del monastero, salvando numerose vite.
Alcune vie della regione riportano il suo nome, per preservarne il nobile gesto.

## Testimonianze
(da Le stragi di Perugia – L’insulto a Dio, in «La Propaganda» n.461 del 2 luglio 1903.)